# Edaphobacter aggregans
Edaphobacter aggregans es una bacteria gramnegativa del género Edaphobacter. Fue descrita en el año 2008. Su etimología hace referencia a agregación. Es aerobia y móvil. Tiene un tamaño de 0,7-0,9 μm de ancho por 1,5-2,1 μm de largo. Catalasa positiva. Forma colonias circulares y de color beige. Temperatura de crecimiento entre 15-37 °C, óptima de 30 °C. Tiene un contenido de G+C de 56,9%. Se ha aislado de suelo forestal en Bavaria del norte, Alemania. 